# فيليسيتي بار
فيليسيتي بار (بالإنجليزية: Felicity Barr)‏ هي صحفية ومقدمة تلفزيونية بريطانية، ولدت في 6 سبتمبر 1970.

## وصلات خارجية
- فيليسيتي بار على موقع IMDb (الإنجليزية)